# Forhend

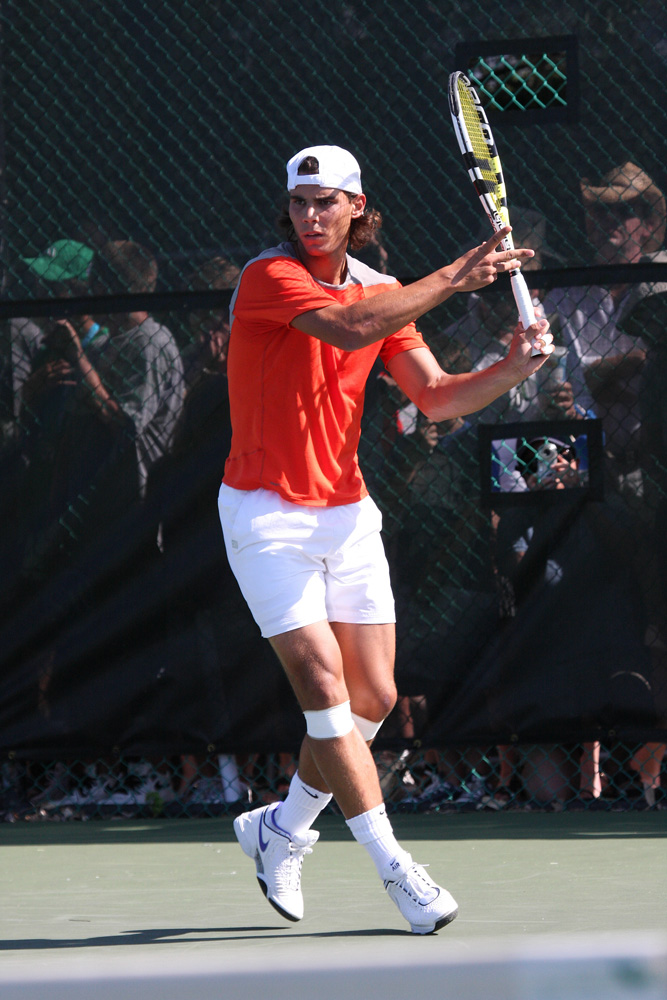
Forhend Rafaela Nadala, 1. fáze

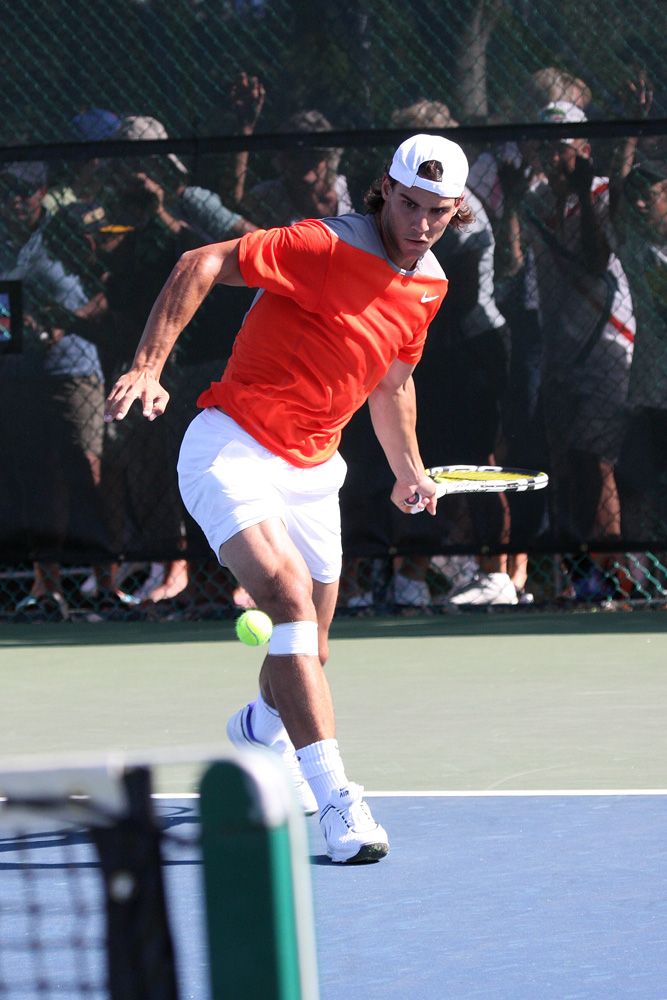
2. fáze

Forhend (anglicky: forehand) v tenisu je jeden ze základních úderů, jímž hráč zasahuje míč po odrazu od země na pravé polovině těla (u praváků, na levé polovině u leváků). Forhend je úderem i v dalších míčových sportech např. v badmintonu, squashi nebo stolním tenisu.

## Typy forhendu
Podle formy zásahu míče raketou lze rozlišit:
1. forhend přímý
2. forhoend s rotací – horní či spodní

Pokud je míč zasáhnut v průběhu pohybu vpřed směrem k síti, pak hovoříme o nabíhaném (útočném) forhendu.
Někteří tenisté hrají forhend jako obouručný úder (například Fabrice Santoro, Monika Selešová).

## Mechanizmus
Při bočním postavení osa ramen směřuje k síti, hráč má pokrčená kolena a levou nohu vpředu (u praváků). Forhendový úder je zahájen nápřahovým obloukem. Ruka s raketou poté pokračuje směrem k letícímu míči, po úderu ruka pokračuje na levou (u praváka) anebo pravou (u leváka) stranu těla, kde dochází k dokončení oblouku. Úder je hrán, pokud míč směřuje na stranu dvorce, ve které hráč drží raketu. Pokud míč směřuje do bekhendové strany, pak ho lze (především u hráčů s výrazně lepším forhendem) po oběhnutí také zahrát tímto úderem. Tím se ovšem odkrývá celá plocha dvorce.

## Držení rakety
Jedná se o způsob uchopení rakety při úderech. Tím jak je držena dochází k ovlivnění sklonu (natočení) hrací plochy rakety.
Existují dva základní styly držení rakety:
1. jednotný (kontinentální) – pozice ruky na držadle se nemění; vidlice mezi palcem a ukazovákem je blízko levé hrany horní plošky držadla
2. změněné pro forhend a bekhend – má několik modifikací, při nichž se držadlo v ruce mírně pootočí doprava či doleva, tzv. forhendové a bekhendové držení. Tento druh pochází z USA, hovoří se o tzv.  východním držení, kdy rozdíly pro forhendové a bekhendové držení jsou větší, a tzv. západním držení (kalifornském či „přehnaně“ forhendovém)
3. modifikované – rozdíly v držení pro hraní bekhendu a forhendu jsou minimální, obvykle dochází jen ke změně polohy prstů na držadle

Předností u změněného držení je, že údery jsou hrány v optimální sklonu. U jednotného držení je kladem lepší pohotovost k úderu, hlavně u riternů a volejů.

## Tenisté

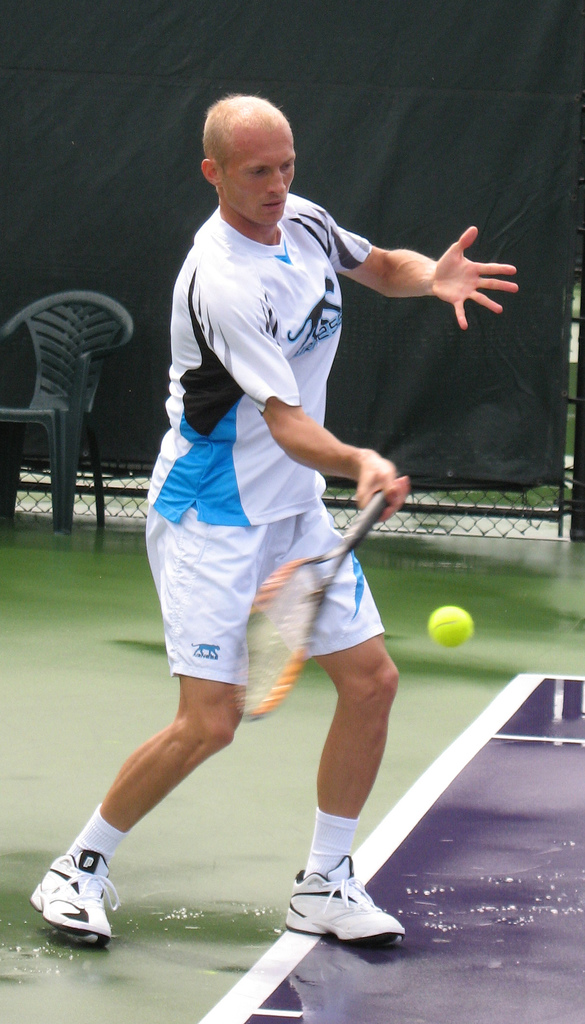
Nikolaj Davyděnko.

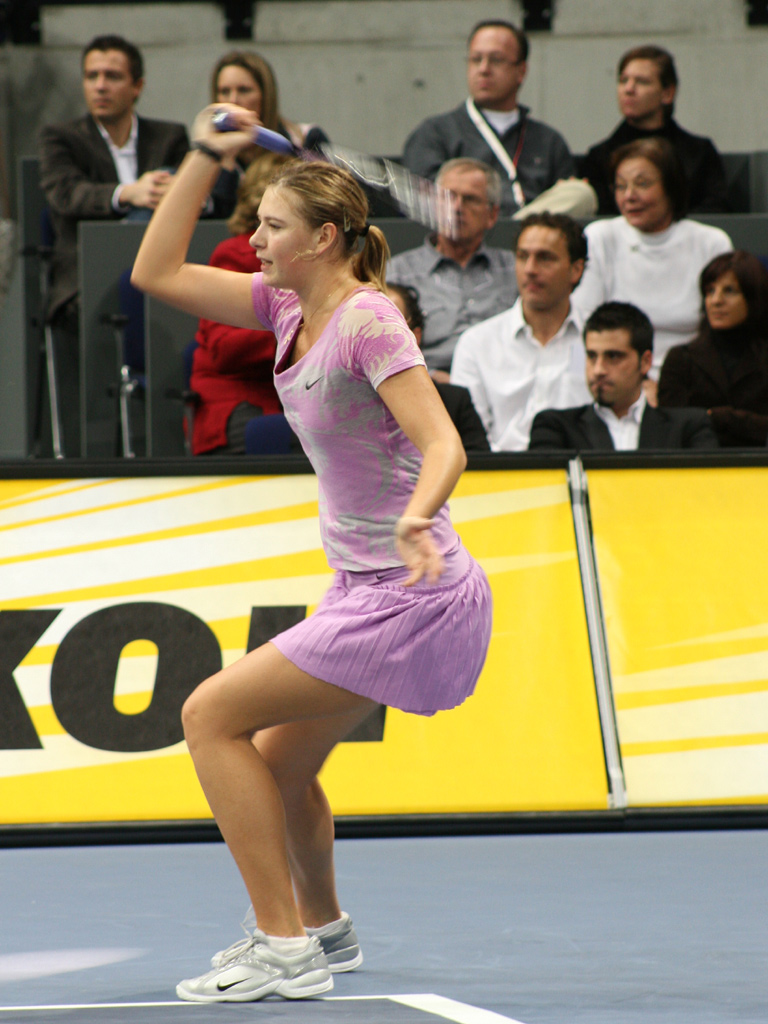
Maria Šarapovová.

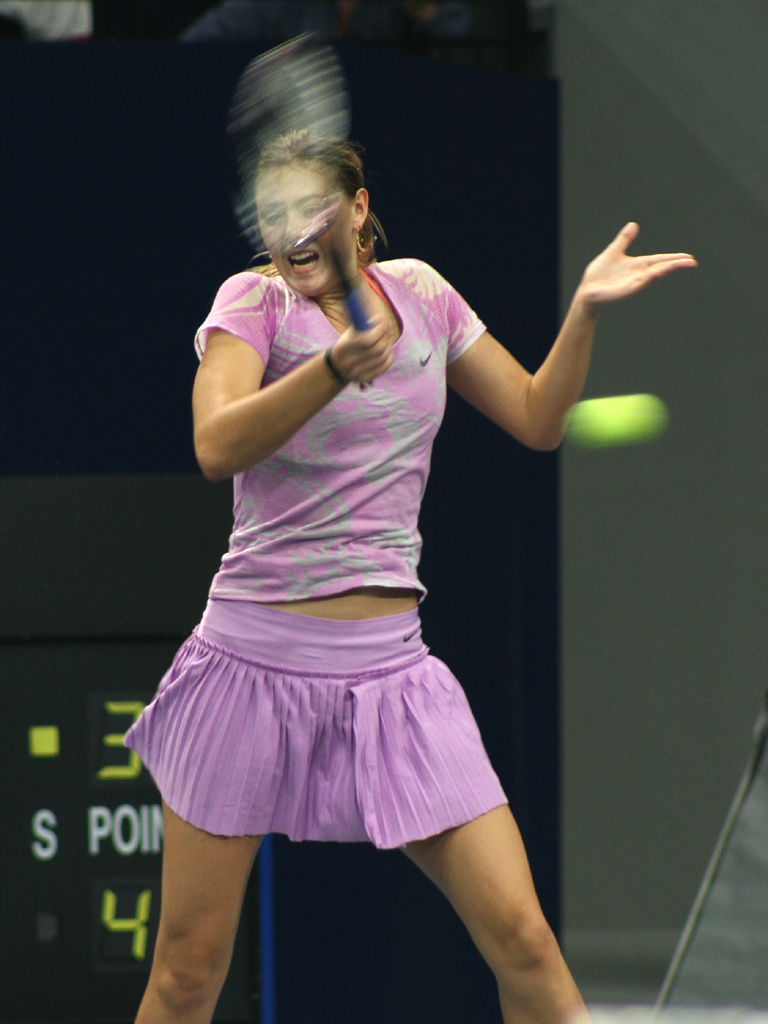

Zde je přehled některých tenistů, u kterých byl/je forhend velmi silným úderem:

### Muži
- Bill Johnston
- Bill Tilden
- Ellsworth Vines
- Jack Crawford
- Fred Perry
- Jack Kramer
- Pancho Segura – první hráč s obouručným forhendem
- Björn Borg
- Ivan Lendl
- Jim Courier
- Boris Becker
- Pete Sampras
- Andre Agassi
- Jo-Wilfried Tsonga
- Carlos Moyà
- Rafael Nadal
- Roger Federer
- Fernando González
- James Blake
- Fernando Verdasco
- Gaël Monfils – dosud nejrychlejší změřený forhend 190 km/h, v utkání proti Marcusi Baghdatisovi na Australian Open 2007.

### Ženy
- May Sutton Bundyová
- Molla Malloryová
- Helen Wills Moodyová
- Dorothy Roundová
- Jadwiga Jedrzejowska
- Christine Trumanová
- Sue Barkerová
- Martina Navrátilová
- Steffi Grafová
- Monika Selešová – obouručný forhend
- Jennifer Capriatiová
- Lindsay Davenportová
- Ana Ivanovićová
- Maria Šarapovová
- Mary Pierceová
- Justine Heninová
- Kim Clijstersová
- Serena Williamsová
- Světlana Kuzněcovová
- Jelena Dementěvová
- Venus Williamsová